# Horní Řasnice
Horní Řasnice är en ort i Tjeckien. Den ligger i den norra delen av landet, 110 km nordost om huvudstaden Prag. Horní Řasnice ligger 387 meter över havet och antalet invånare är 228.
Terrängen runt Horní Řasnice är platt västerut, men österut är den kuperad. Runt Horní Řasnice är det ganska tätbefolkat, med 100 invånare per kvadratkilometer. Närmaste större samhälle är Nové Město pod Smrkem, 4,9 km söder om Horní Řasnice. Omgivningarna runt Horní Řasnice är en mosaik av jordbruksmark och naturlig växtlighet.